# Clonfinlough-Stein
Der Clonfinlough-Stein ist ein eiszeitlicher Findling im Townland Clonfinlough (irisch Cluain Fionnlocha) südlich der R444 (Straße) im County Offaly in Irland, dessen Oberfläche mit bronzezeitlichen Felsritzungen, darunter auch Schälchen (englisch cups), menschenähnlichen Figuren und Fußabdrücken, versehen ist. 
Die Entdeckung einer bronzezeitlichen Siedlung im Tal unterhalb des Felsens bestätigt die Zuweisung. Der Stein wurde bereits 1865 von James Graves beschrieben und von George Victor du Noyer (1817–1869) gezeichnet. Er hat in dieser Form in Irland keine Parallelen. 
Auf dem Stein gibt es auch Kreuze, die laut einer Studie Ähnlichkeiten mit mittelalterlichen Ritzungen auf der Iberischen Halbinsel aufweisen. Da der Felsen an einem alten Pilgerweg zum 3,5 km entfernten Clonmacnoise liegt, kann ein Teil der Ritzungen von den Pilgern stammen. 